# Indie
Indie rock (engl. od independent rock – "nezavisan rock") je vrsta rock glazbe. Termin je ušao u uporabu potkraj 1980-ih godina. Od 1990-ih se rabi i kao sinonim za alternativni rock.
Indie scena počela se razvijati u Americi početkom 80-ih godina 20. stoljeća. Pojam indie dolazi od eng. independent - nezavisno. U početku je pojam nezavisnih etiketa bio vezan uglavnom uz punk rock bendove poput Black Flag i Minor Threat, no do kraja 1980-ih na nezavisnoj se sceni razvio čitav niz novih glazbenih pravaca, primjerice noise rock, twee pop, emo (koji ne valja poistovjećivati s današnjim popularnim emo bendovima), noise pop (također poznat kao shoegaze ili dream pop) itd. 
Još neki od važnijih predstavnika američke indie scene iz prve polovice 1980-ih su Fugazi, Sonic Youth, Dinosaur Jr., Yo La Tengo, Beat Happening, Replacements, Minutemen, The Pixies, Hüsker Dü, Butthole Surfers, Big Black... Neki od popularnijih predstavnika indie rocka (ako se u kontekstu nezavisne i underground scene može govoriti o "popularnosti") 1990-ih i 2000-ih bili bi Pavement, Neutral Milk Hotel, Built to Spill, Enon, Polvo, Death Cab for Cutie, Modest Mouse, Of Montreal, Broken Social Scene, The Decemberists, Arcade Fire, Sufjan Stevens.
2000-ih: Animal Collective, The Dodos, Liam Finn, Liars. Micachu and the Shapes
Ostali indie bandovi: Dirty Pretty Things.

## Indie pravci

### Glavni indie pravci 1990ih
- Lo fi (Guided by Voices, Sebadoh, Neutral Milk Hotel)
- Noise rock (Sonic Youth, Half Japanese)
- Noise pop (Stereolab, Yo La Tengo)
- Shoegaze/Dream pop (My Bloody Valentine, Spacemen 3)
- Riot Grrrl (Sleather Kinney, Le Tigre)
- Post rock (Mogwai, Explosions in the Sky)
- Math rock (Shellac, Don Cabalerro, Polvo)
- Post-hardcore (Les Savy Fav)
- Twee pop (Belle and Sebastian)
- Indie pop (Enon, Blonde Redhead)
- Alternativni country (Sparklehorse)

### Glavni indie pravci 2000ih
- Post-punk revival (Bloc Party)
- Garage rock revival (Wavves, The Intelligence, No Age)
- Dance-punk (The Rapture, LCD Sound System, Liars)
- Indie folk (Joanna Newsom)
- Baroque pop (Arcade Fire)
- Novi prog
- Post-rock
- Indietronica (The Notwist, Postal Service)
- New Weird America (Animal Collective, Health)
- Psych folk (The Dodos, Yeahsayer)

## Vanjske poveznice
- Pitchfork  Arhivirana inačica izvorne stranice od 28. ožujka 2008. (Wayback Machine)